# Weidmes
Weidmes ist ein Gemeindeteil des Marktes Grafengehaig im Landkreis Kulmbach (Oberfranken, Bayern), gelegen in der Gemarkung Weidmes.

## Geografie
Das Dorf liegt am Westhang der Weidmeser Höhe (627 m ü. NHN). Gegen Westen fällt das Gelände in das Tal des Baches Goldenes Brünnlein ab, gegen Norden in das Tal des Kleinen Rehbachs ab. Eine Gemeindeverbindungsstraße führt zur Kleinrehmühle (0,7 km nördlich) bzw. nach Tannenwirtshaus zur Kreisstraße KU 13 (0,8 km südlich), eine weitere führt ebenfalls zur KU 13 bei Eeg (1,2 km südwestlich).

## Geschichte
Gegen Ende des 18. Jahrhunderts bestand Weidmes aus 33 Anwesen (3 Halbhöfe, 2 Viertelhöfe, 9 Güter, 3 Söldengüter, 1 Gütlein, 13 Häuser, 1 halbes Haus, 1 halbes Tropfhaus). Das Hochgericht übte das Burggericht Guttenberg aus. Es hatte ggf. an das bambergische Centamt Marktschorgast auszuliefern. Grundherren waren das Burggericht Guttenberg, das Rittergut Schlößlein und das Rittergut Steinenhausen.
1810 kam Weidmes zum Königreich Bayern. Mit dem Gemeindeedikt wurde der Ort dem Steuerdistrikt Guttenberg zugewiesen. Zugleich entstand die Gemeinde Weidmes, zu der Guttenberger Hammer, Hübnersmühle und Weiglas (bis 1835) gehörten. Sie war in Verwaltung und Gerichtsbarkeit dem Landgericht Münchberg zugeordnet und in der Finanzverwaltung dem Rentamt Münchberg. Von 1819 bis 1848 übernahm das Herrschaftsgericht Guttenberg weitestgehend die Befugnisse, die das Landgericht hatte. 1840 wurde die Gemeinde an das Landgericht Stadtsteinach und 1853 an das Rentamt Stadtsteinach überwiesen (1919 in Finanzamt Stadtsteinach umbenannt). Ab 1862 gehörte Weidmes zum Bezirksamt Stadtsteinach (1939 in Landkreis Stadtsteinach umbenannt). Die Gerichtsbarkeit blieb beim Landgericht Stadtsteinach (1879 in Amtsgericht Stadtsteinach umgewandelt). Die Gemeinde hatte 1964 eine Gebietsfläche von 1,743 km². Am 1. Januar 1972 wurde Weidmes im Zuge der Gebietsreform in Bayern in die Gemeinde Grafengehaig eingegliedert.

### Baudenkmäler
- Haus Nr. 29: Scheitelstein

Die folgenden Häuser listete Karl-Ludwig Lippert in dem Buch Landkreis Stadtsteinach von 1964 als Kunstdenkmäler auf. Sie sind in der Denkmalschutzliste nicht geführt, da sie entweder nicht aufgenommen, abgerissen oder stark verändert wurden.
- Haus Nr. 1: Eingeschossiges, verputzt massives Kleinhaus (Weberhäuschen) des späten 18. oder frühen 19. Jahrhundert, zwei zu drei Achsen, mit Satteldach; Giebel Ständerwerk mit geteilter Schalung; Sandsteinhaustürrahmung mit Scheitelstein.[10]
- Haus Nr. 9: Eingeschossiges, verputzt massives Satteldachhaus (ehemaliges Wohnstallhaus); Giebel massiv erneuert; Fenster- und Türrahmungen Sandstein, an einem Fenstersturz bezeichnet „1840“, Haustür mit Scheitelstein.[10]

### Einwohnerentwicklung
Gemeinde Weidmes
| Jahr      | 1819   | 1840   | 1852   | 1855   | 1861   | 1867   | 1871   | 1875   | 1880   | 1885   | 1890   | 1895   | 1900   | 1905   | 1910   | 1919   | 1925   | 1933   | 1939   | 1946   | 1950   | 1952   | 1961  | 1970   |
| Einwohner | 275    | 318    | 327    | 313    | 327    | 338    | 342    | 343    | 340    | 367    | 367    | 336    | 327    | 315    | 307    | 266    | 273    | 254    | 230    | 326    | 284    | 267    | 214   | 172    |
| Häuser    |        |        |        |        |        |        | 41     |        |        | 42     | 44     |        | 39     |        |        |        | 48     |        |        |        | 46     |        | 48    |        |
| Quelle    | [ 12 ] | [ 13 ] | [ 13 ] | [ 13 ] | [ 14 ] | [ 15 ] | [ 16 ] | [ 17 ] | [ 18 ] | [ 19 ] | [ 20 ] | [ 13 ] | [ 21 ] | [ 13 ] | [ 22 ] | [ 13 ] | [ 23 ] | [ 13 ] | [ 13 ] | [ 13 ] | [ 24 ] | [ 13 ] | [ 7 ] | [ 25 ] |

Ort Weidmes
| Jahr      | 001804 | 001818 | 001819 | 001861 | 001871 | 001885 | 001900 | 001925 | 001950 | 001961 | 001970 | 001987 |
| Einwohner | 68     |        | 216    | 292    | 311    | 314    | 289    | 236    | 254    | 189    | 160    | 110    |
| Häuser    | 24     | 36     |        |        |        | 37     | 35     | 43     | 41     | 43     |        | 45     |
| Quelle    | [ 26 ] | [ 6 ]  | [ 12 ] | [ 14 ] | [ 16 ] | [ 19 ] | [ 21 ] | [ 23 ] | [ 24 ] | [ 7 ]  | [ 25 ] | [ 1 ]  |

## Religion
Weidmes ist seit der Reformation gemischt konfessionell. Die Protestanten gehören zur Pfarrei Zum Heiligen Geist (Grafengehaig), die Katholiken waren ursprünglich nach Mariä Heimsuchung in Marienweiher gepfarrt, kamen dann in der zweiten Hälfte des 20. Jahrhunderts zur Pfarrei St. Jakobus der Jüngere (Guttenberg).